# 克里斯托弗·康登特
克里斯托弗·康登特（—1734年）是一名生于德文郡普利茅斯的英国海盗，他主要在印度洋劫掠船只。後來康登特決定不再劫掠船隻，並於1721年前往留尼汪与法国总督谈判，法國方面決定赦免康登特。 